# Classe João Coutinho
La classe João Coutinho è un tipo di corvette di scorta oceanica in servizio nella marina militare portoghese. 

## Descrizione e storia
Queste navi furono progettate per operare nelle acque dei territori di oltremare portoghesi e vista la necessità dei portoghesi di averle presto a disposizione in conseguenza della guerra coloniale in cui i portoghesi erano impegnati, si dovette ricorrere per la loro costruzione ai cantieri tedeschi e spagnoli e queste navi furono messe in servizio tra il 1970 e il 1971.
Dal 1970 al 1975, queste navi furono utilizzate per la funzione per la quale erano state progettate, impegnate in missioni di appoggio nelle acque dell'Angola, della Guinea portoghese, Mozambico e Capo Verde. Con l'indipendenza dei territori di oltremare queste corvette vennero utilizzate per missioni di vigilanza, ricerca in mare e missioni di salvataggio nelle acque territoriali portoghesi.
Data la validità del progetto alla classe João Coutinho si sono ispirate varie altre classi di corvette di altre marine, quali le portoghesi Baptista de Andrade (successive alle João Coutinho), le spagnole Descubierta (in servizio anche nelle marine del Marocco e dell'Egitto), le argentine Espora (MEKO) e le francesi d'Estienne d'Orves (in servizio anche nelle marine dell'Argentina e della Turchia).

## Unità
| Marinha Portuguesa - Classe João Coutinho | Marinha Portuguesa - Classe João Coutinho | Marinha Portuguesa - Classe João Coutinho | Marinha Portuguesa - Classe João Coutinho |
| Matricola                                 | Nome                                      | entrata in servizio                       | Destino finale                            |
| ----------------------------------------- | ----------------------------------------- | ----------------------------------------- | ----------------------------------------- |
| F 471                                     | NRP António Enes                          | 1971                                      | in servizio                               |
| F 475                                     | NRP João Coutinho                         | 1970                                      | in servizio                               |
| F 476                                     | NRP Jacinto Cândido                       | 1970                                      | in servizio                               |
| F 477                                     | NRP General Pereira D'Eça                 | 1970                                      | in servizio                               |
| F 484                                     | NRP Augusto de Castilho                   | 1970                                      | in disarmo                                |
| F 485                                     | NRP Honório Barreto                       | 1970                                      | in disarmo                                |